# Andrena nigrocyanea
Andrena nigrocyanea is een vliesvleugelig insect uit de familie Andrenidae. De wetenschappelijke naam van de soort is voor het eerst geldig gepubliceerd in 1908 door Saunders.